# Campionati europei di ciclismo su strada 2009 - Cronometro maschile Under-23
La cronometro maschile Under-23 dei Campionati europei di ciclismo su strada 2009 si è svolta il 2 luglio 2009 in Belgio, con partenza da Hooglede ed arrivo a Gits, su un percorso di 37 km. La medaglia d'oro è stata vinta dal tedesco Marcel Kittel con il tempo di 47'24" alla media di 46,83 km/h, l'argento al russo Timofej Krickij e a completare il podio il danese Rasmus Quaade.

## Classifica (Top 10)
| Pos. | Corridore           | Squadra     | Tempo   |
| ---- | ------------------- | ----------- | ------- |
| 1    | Marcel Kittel       | Germania    | 47'24"  |
| 2    | Timofej Krickij     | Russia      | s.t.    |
| 3    | Rasmus Quaade       | Danimarca   | a 1"    |
| 4    | Nicolas Boisson     | Francia     | a 45"   |
| 5    | Evaldas Šiškevičius | Lituania    | a 46"   |
| 6    | Steven Kruijswijk   | Paesi Bassi | a 59"   |
| 7    | Alfredo Balloni     | Italia      | a 1'00" |
| 8    | Geoffrey Soupe      | Francia     | a 1'06" |
| 9    | Jan Ghyselinck      | Belgio      | a 1'08" |
| 10   | Blaž Jarc           | Slovenia    | a 1'09" |